# Katharina Schwabe
Pour les articles homonymes, voir Schwabe.
Katharina Schwabe est une joueuse allemande de volley-ball née le 29 avril 1993 à Bad Muskau. Elle mesure 1,79 m et joue au poste de réceptionneuse-attaquante.

## Clubs
| Club                      | De        | À         |
| ------------------------- | --------- | --------- |
| TSG KW Boxberg Weißwasser | 2004-2005 | 2004-2005 |
| VC Olympia Dresden        | 2005-2006 | 2009-2010 |
| Zurich Team VC Olympia    | 2010-2011 | 2010-2011 |
| Dresdner SC               | 2011-2012 | 2018-2019 |
| Volley-Ball Nantes        | 2019-2020 | …         |

## Palmarès

### Clubs
- Championnat d'Allemagne
  - Vainqueur : 2014, 2015, 2016.
  - Finaliste : 2012, 2013.
- Coupe d'Allemagne
  - Vainqueur : 2016, 2018.
- Supercoupe d'Allemagne
  - Finaliste : 2016, 2018.

### Distinctions individuelles
- Championnat d'Europe féminin de volley-ball des moins de 20 ans 2010: Meilleure serveuse.